# Салобелякское сельское поселение
Салобелякское сельское поселение — муниципальное образование в Яранском муниципальном районе Кировской области. Административный центр — село Салобеляк.

## История
Салобелякское сельское поселение образовано 1 января 2006 года согласно Закону Кировской области от 07.12.2004 № 284-ЗО из упразднённых административно-территориальных единиц: Салобелякского (село Салобеляк, деревня Пахтаево), Верхоуслинского (деревни Верхоуслино, Кушово), Энгенерского (село Энгенер, деревни Бахтинские, Урбеж-Курбатово, Шулкомучакш) сельских округов.

## Население
| 2010 | 2012  | 2013 | 2014 | 2015 | 2016 | 2017 |
| ---- | ----- | ---- | ---- | ---- | ---- | ---- |
| 1084 | ↘1041 | ↘998 | ↘960 | ↘929 | ↘867 | ↘854 |
| 2018 | 2019  | 2020 | 2021 |      |      |      |
| ↘823 | ↘786  | ↘764 | ↘584 |      |      |      |

## Состав сельского поселения
| №  | Населённый пункт | Тип населённого пункта       | Население |
| -- | ---------------- | ---------------------------- | --------- |
| 1  | Бахтинские       | деревня                      | 0         |
| 2  | Верхоуслино      | деревня                      | 160       |
| 3  | Комары           | деревня                      | 2         |
| 4  | Кушово           | деревня                      | 1         |
| 5  | Магазейские      | деревня                      | 4         |
| 6  | Нагиши           | деревня                      | 2         |
| 7  | Пахтаево         | деревня                      | 84        |
| 8  | Петухово         | деревня                      | 9         |
| 9  | Салобеляк        | село, административный центр | 544       |
| 10 | Урбеж-Курбатово  | деревня                      | 16        |
| 11 | Черканер         | деревня                      | 0         |
| 12 | Шулкомучакш      | деревня                      | 70        |
| 13 | Энгенер          | село                         | 192       |